# Llista de gèneres d'esparàssids

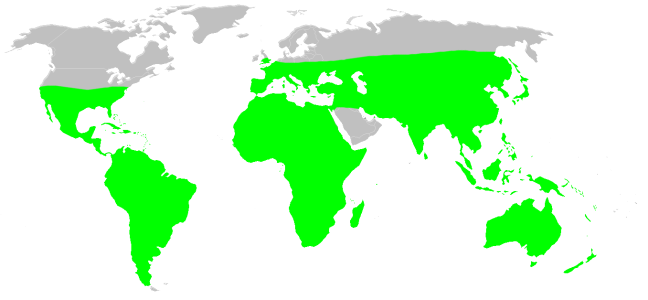
Distribució dels esparàssids

Aquesta és la llista de gèneres d'esparàssids, una família d'aranyes araneomorfes. Conté la informació recollida fins al 27 de novembre de 2006 i hi ha citats 82 gèneres i 1.009 espècies; d'elles, 252 pertanyen al gènere Olios i 178 a Heteropoda. La seva distribució és molt extensa, trobant-se pràcticament per tot el món excepte a la zona més septentrional.
La categorització en subfamílies segueix les propostes de Joel Hallan en el seu Biology Catalog.

## Subfamílies i gèneres
Família Sparassidae (Bertkau, 1872)
(=Eusparassinae Strand, 1929)
(=Heteropodidae Thorell, 1873)

### Deleninae
Hogg, 1903 (pot ser invàlid; com Sparassinae podria ser deixat com un paraphylum; Jäger, no publicat)
- Beregama Hirst, 1990: 22
- Delena Walckenaer, 1837
- Eodelena Hogg, 1902
- Holconia Thorell, 1877
- Isopeda L. Koch, 1875
- Isopedella Hirst, 1990: 20
- Neosparassus Hogg, 1903
- Pediana Simon, 1880
- Typostola Simon, 1897
- Zachria L. Koch, 1875 (Oligocè)

-   - Zachria desiderabilis (Petrunkevitch, 1942) (Fòssil)
  - Zachria peculiata (Petrunkevitch, 1942) (Fòssil)
  - Zachria restincta (Petrunkevitch, 1942) (Fòssil)

### Heteropodinae
Thorell, 1873
- Barylestis Simon, 1910
- Bhutaniella Jäger, 2000: 67
- Heteropoda Latreille, 1804 (=Adrastis Simon, 1880) (=Panaretidius Simon, 1906) (=Panaretus Simon, 1880) (=Parhedrus Simon, 1887) (=Torania Simon, 1886)
- Pandercetes L. Koch, 1875
- Pseudopoda Jäger, 2000: 62
- Sinopoda Jäger, 1999b: 19
- Spariolenus Simon, 1880
- Yiinthi Davies, 1994: 110

### Palystinae
Simon, 1897
- Anchonastus Simon, 1898
- Palystes L. Koch, 1875
- Panaretella Lawrence, 1937
- Parapalystes Croeser, 1996: 85

### Sparassinae
Bertkau, 1872
- Adcatomus Karsch, 1880 (Clubioninae)
- Cebrennus Simon, 1880 (Micrommatinae) (=Cerbalopsis Jézéquel & Junqua, 1966)
- Cerbalus Simon, 1897 (=Marmarica Caporiacco, 1928)
- Micrommata Latreille, 1804 (=Sparassus Walckenaer, 1805)
- Nisueta Simon, 1880
- Nonianus Simon, 1885
- Olios Walckenaer, 1837
- Polybetes Simon, 1897 (=Leptosparassus Järvi, 1914) (=Streptaedoea Järvi, 1914)

### Sparassinae incertae
- Anaptomecus Simon, 1903 (Heteropodinae; Sud-àfrica; FJ)
- Anchognatha Thorell, 1881 (Clastinae; femella; Austràlia)
- Arandisa Lawrence, 1938 (Heteropodinae; immadur)
- Berlandia Lessert, 1921 (Heteropodinae; Àfrica; mascle) (=Lessertiola Strand, 1929) (innecessari substitució de nom generic)
- Carparachne Lawrence, 1962: 205 (vegeu Henschel 1994; Àfrica; femella)
- Cercetius Simon, 1902 (Micromatinae; immadur; Aràbia)
- Chrosioderma Simon, 1897 (Chrosioderminae; immadur; Madagascar)
- Clastes Walckenaer, 1837 (Clastinae; Nova Guinea)
- Collacteus Petrunkevitch, 1942 (Eusparanthinae, Fòssil; Oligocè)

-   - Collacteus captivus (Petrunkevitch, 1942) (Fòssil)

- Damastes Simon, 1880 (Eusparassinae; Madagascar)
- Decaphora Franganillo, 1931: 45 (incertae, Cuba)
- Defectrix Petrunkevitch, 1925 (Sparianthinae; immadur; Panamà)
- Dermochrosia Mello-Leitão, 1940 (Chrosioderminae; femella; Sud-àfrica)
- Eostaianus Petrunkevitch, 1942 (Fòssil; Oligocè)

-   - Eostaianus succini (Petrunkevitch, 1942) (Fòssil)

- Eostasina Petrunkevitch, 1942 (Sparianthidinae, Fòssil; Oligocè)

-   - Eostasina aculeata (Petrunkevitch, 1942) (Fòssil)

- Eusparassus Simon, 1903 (Eusparassinae; Vell Món; el tipus és dufouri)
- Exopalystes Hogg, 1914 (Palystinae; femella, Nova Guinea)
- Geminia Thorell, 1897 (Heteropodinae; Burma; femella)
- Gnathopalystes Rainbow, 1899 (era sinònim de Palystes; vegeu Croeser 1996)
- Irileka Hirst, 1998: 141
- Keilira Hirst, 1989a: 7 (Austràlia)
- Leucorchestris Lawrence, 1962: 203 (Àfrica; vegeu Henschel)
- Macrinus Simon, 1887 (rel. Olios?; vegeu Caporiacco 1955)
- Megaloremmius Simon, 1903 (Micromatinae; femella; Madagascar)
- Microrchestris Lawrence, 1962: 208 (Àfrica)
- Orchestrella Lawrence, 1965: 7 (Àfrica; vegeu Croeser 1996)
- Origes Simon, 1897 (Eusparassinae; Sud-àfrica)
- Paenula Simon, 1897 (Eusparassinae; Sud-àfrica; femella)
- Palystella Lawrence, 1928 (Palystinae; Àfrica)
- Prusias O. Pickard-Cambridge, 1892 (Chrosioderminae; Sud-àfrica)
- Prychia L. Koch, 1875 (Clastinae; femella; sud-est d'Àsia)
- Pseudomicrommata Järvi, 1914 (Eusparassinae; Àfrica; femella)
- Remmius Simon, 1897 (Micromatinae; femella; Àfrica)
- Rhitymna Simon, 1897 (Eusparassinae; Madagascar)
- Sagellula Strand, 1942 (Sparianthinae; Japan; femella) (=Sagella Dönitz & Strand, 1906)
- Sampaiosia Mello-Leitão, 1930 (Eusparassinae, Sud-àfrica; mascle)
- Sarotesius Pocock, 1898 (Micromatinae; Àfrica; mascle)
- Sivalicus Dyal, 1957: 562 (Índia)
- Sparianthina Banks, 1929 (Sparianthinae; Panamà)
- Spatala Simon, 1897 (Micromatinae; femella; Sud-àfrica)
- Staianus Simon, 1889 (Staianinae; Madagascar)
- Stasinoides Berland, 1922 (Sparianthinae; Àfrica; mascle)
- Strandiellum Kolosváry, 1934 (Sparianthinae; Nova Guinea; femella)
- Tibellomma Simon, 1903 (Chrosioderminae; immadur; Sud-àfrica)
- Tychicus Simon, 1880 (Palystinae; sud-est d'Àsia)
- Valonia Piza, 1939 (Chrosioderminae; femella; Sud-àfrica)
- Vindullus Simon, 1880 (Sud-àfrica; rel. Olios?; vegeu Caporiacco 1955)

### Sparianthinae
Simon, 1897
- Pleorotus Simon, 1898
- Pseudosparianthis Simon, 1887
- Rhacocnemis Simon, 1897
- Seramba Thorell, 1887 (=Mardonia Thorell, 1897)
- Sparianthis Simon, 1880
- Stasina Simon, 1877
- Stipax Simon, 1898
- Thelcticopis Karsch, 1884
- Thomasettia Hirst, 1911